# Чемпіонат Європи з футболу 1996 (склади команд)/Італія

## Складзбірної Італіїначемпіонаті Європи 1996року
Головний тренер: Арріго Саккі 
| №  | Амплуа | Гравець               | Дата народження   | Матчів | Клуб        |
| -- | ------ | --------------------- | ----------------- | ------ | ----------- |
| 1  | В      | Анджело Перуцці       | 16 лютого 1970    |        | Ювентус     |
| 2  | З      | Луїджі Аполлоні       | 2 травня 1967     |        | Парма       |
| 3  | З      | Паоло Мальдіні        | 26 червня 1968    |        | Мілан       |
| 4  | З      | Амедео Карбоні        | 6 квітня 1965     |        | Рома        |
| 5  | З      | Алессандро Костакурта | 24 квітня 1966    |        | Мілан       |
| 6  | З      | Алессандро Неста      | 19 березня 1976   |        | Лаціо       |
| 7  | П      | Роберто Донадоні      | 9 вересня 1963    |        | Метро-Старз |
| 8  | З      | Роберто Муссі         | 25 серпня 1963    |        | Парма       |
| 9  | З      | Морено Торрічеллі     | 23 січня 1970     |        | Ювентус     |
| 10 | П      | Деметріо Альбертіні   | 23 серпня 1971    |        | Мілан       |
| 11 | П      | Діно Баджо            | 24 липня 1971     |        | Парма       |
| 12 | В      | Франческо Тольдо      | 2 грудня 1971     |        | Фіорентина  |
| 13 | П      | Фабіо Россітто        | 21 вересня 1971   |        | Удінезе     |
| 14 | Н      | Алессандро Дель Пьєро | 9 листопада 1974  |        | Ювентус     |
| 15 | П      | Анджело Ді Лівіо      | 26 липня 1966     |        | Ювентус     |
| 16 | П      | Роберто Ді Маттео     | 29 травня 1970    |        | Лаціо       |
| 17 | П      | Дієго Фузер           | 11 листопада 1968 |        | Лаціо       |
| 18 | Н      | П'єрлуїджі Казірагі   | 4 березня 1969    |        | Лаціо       |
| 19 | Н      | Енріко К'єза          | 29 грудня 1970    |        | Сампдорія   |
| 20 | Н      | Фабриціо Раванеллі    | 12 листопада 1968 |        | Ювентус     |
| 21 | Н      | Джанфранко Дзола      | 5 липня 1966      |        | Парма       |
| 22 | В      | Лука Буччі            | 13 березня 1969   |        | Парма       |
|    |        |                       |                   |        |             |